# Diplectrum radiale
Diplectrum radiale là một loài cá biển thuộc chi Diplectrum trong họ Cá mú. Loài này được mô tả lần đầu tiên vào năm 1824.

## Phân bố và môi trường sống
D. radiale có phạm vi phân bố rộng rãi ở Tây Đại Tây Dương. Loài này được tìm thấy ngoài khơi Florida Keys (Hoa Kỳ); Veracruz (Mexico) và và dọc theo phía bắc Cuba trong vịnh Mexico. Ở biển Caribe, chúng được tìm thấy khắp Đại Antilles (trừ phía nam Cuba), và dọc theo Nam Mỹ từ Costa Rica đến biên giới Brazil và Uruguay. D. radiale sống xung quanh các rạn san hô và đá ngầm ở vùng sỏi cát hay các thảm cỏ biển gần bờ, độ sâu khoảng từ 10 đến 80 m.

## Mô tả
D. radiale trưởng thành có chiều dài cơ thể lớn nhất đo được là 26 cm; trưởng thành tình dục khi đạt chiều dài 13 cm. Các cá thể có chiều dài nhỏ hơn 10 cm có xu hướng bơi theo nhóm (khoảng 10 cá thể). Đầu và thân của cá thể trưởng thành màu nâu xám nhạt, trắng ở bụng. Thân có một cặp sọc đen ở ngay giữa, dọc theo chiều dài cơ thể. Vây lưng (trong suốt) và vây hậu môn (màu vàng) có những đốm nhỏ màu cam; tia vây ngực màu cam; vây bụng màu vàng.
Số gai ở vây lưng: 10; Số tia vây mềm ở vây lưng: 11 - 13; Số gai ở vây hậu môn: 3; Số tia vây mềm ở vây hậu môn: 6 - 8; Số tia vây mềm ở vây ngực: 16 - 18; Số vảy đường bên: 50 - 52.